# Orbais-l’Abbaye
Orbais-l’Abbaye – miejscowość i gmina we Francji, w regionie Grand Est, w departamencie Marna.
Według danych na rok 1990 gminę zamieszkiwały 602 osoby, a gęstość zaludnienia wynosiła 38 osób/km².

## Współpraca
Miejscowość partnerska:
- Perwez, Belgia